# Philip M. Kaiser
Pour les articles homonymes, voir Kaiser.
Philip Mayer Kaiser (né le 12 juillet 1913 à Brooklyn, États-Unis et mort le 24 mai 2007 au Sibley Memorial Hospital de Washington, États-Unis d'une pneumonie), est un diplomate américain.
Il occupe son premier poste d'ambassadeur en 1961 au Sénégal et en Mauritanie, il reste en poste jusqu'en 1964. De 1977 à 1980, il devient ambassadeur en Hongrie puis en Autriche de 1980 à 1981.